# 鳥取県道307号覚寺青葉線
鳥取県道307号覚寺青葉線（とっとりけんどう307ごう かくじあおばせん）は、鳥取県鳥取市を通る予定の一般県道である。

## 概要
鳥取市覚寺から鳥取市青葉町に至る。1995年（平成7年）3月28日鳥取県告示第275号で認定されながらいまだに区域決定がなされていない。

### 路線データ
- 起点：鳥取市覚寺（詳細未定）
- 終点：鳥取市青葉町（詳細未定）
- 総延長：区域未決定のため0 m

## 歴史
- 1995年（平成7年）3月28日 - 鳥取県告示第275号により鳥取県道307号覚寺青葉として認定される[1]。

## 地理

### 通過する自治体
- 鳥取市